# کالماش‌باشوو
کالماش‌باشوو (انگلیسی: Kalmashbashevo) یک شهرک در شهرستان چکماگوشفسکی استان باشقیرستان کشور روسیه است.